# Новое (Чучковское сельское поселение)
Новое — упразднённая деревня в Сокольском районе Вологодской области.
Входила в состав Чучковского сельского поселения, с точки зрения административно-территориального деления — в Чучковский сельсовет. Расположена к северу от автодороги А123.
Расстояние по автодороге до районного центра Сокола — 86 км, до центра муниципального образования Чучкова — 4 км.
По данным переписи в 2002 году постоянного населения не было.
27 февраля 2021 года упразднена.